# Geoagiu
Geoagiu (in tedesco Gergesdorf, in ungherese Algyógy) è una città della Romania di 5725 abitanti, ubicata nel distretto di Hunedoara, nella regione storica della Transilvania.
Fanno parte dell'area amministrativa anche le località di Aurel Vlaicu, Băcâia, Bozeș, Cigmău, Gelmar, Geoagiu-Băi, Homorod, Mermezeu-Văleni, Renghet e Văleni.
Recenti scoperte archeologiche testimoniano che la zona era abitata fin dal I secolo a.C. In epoca Romana, venne costruito un castrum che mantenne inizialmente il nome in lingua daca Germisara, che significa acqua calda, per poi diventare Thermae Dodonae, il che segnala che già all'epoca erano conosciute le sorgenti termali della zona.
Il primo documento che menziona la città, con il nome Villa Gyog, risale al 1291 ed enumera tutti i territori che fanno parte del dominio di Binținț, l'attuale località di Aurel Vlaicu.